# McLaughlin (cràter)

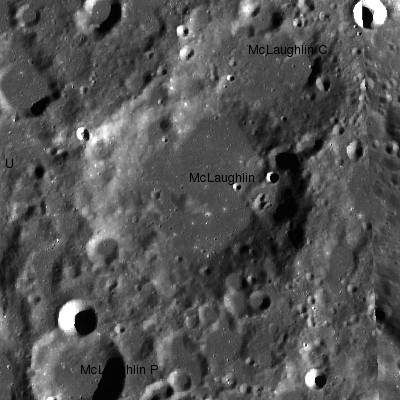
Fotografia de la missió Lunar Reconnaissance Orbiter

McLaughlin és un cràter d'impacte que es troba just darrere de l'extremitat nord-oest de la cara oculta de la Lluna. Aquesta zona de la superfície lunar es pot observar des de la Terra durant libracions favorables, sota condicions de llum rasant. Es troba a l'oest-sud-oest del cràter Galvani. A al voltant de dos diàmetres es troba el cràter Rynin.
Es tracta d'un element molt erosionat, amb una vora irregular marcada per una sèrie d'impactes més petits. El sòl interior apareix en general anivellat, excepte una moderada elevació al sud-est del punt central i algunes irregularitats prop de les parets interiors del sud-oest i del nord. El cràter està marcat per diversos petits impactes.

## Cràters satèl·lit
Per convenció aquests elements són identificats en els mapes lunars posant la lletra en el costat del punt central del cràter que està més proper a McLaughlin.
|            | \| McLaughlin \| Coordenades \| Diàmetre \| \| ---------- \| ------------------------------------ \| -------- \| \| A \| 51° 36′ N, 92° 24′ O / 51.6°N,92.4°O \| 35 km \| \| B \| 50° 12′ N, 91° 12′ O / 50.2°N,91.2°O \| 43 km \| \| C \| 48° 30′ N, 91° 54′ O / 48.5°N,91.9°O \| 60 km \| \| P \| 45° 00′ N, 94° 36′ O / 45.0°N,94.6°O \| 34 km \| \| O \| 47° 12′ N, 97° 00′ O / 47.2°N,97.0°O \| 30 km \| \| Z \| 52° 36′ N, 92° 48′ O / 52.6°N,92.8°O \| 21 km \| |          |
| McLaughlin | Coordenades | Diàmetre |
| A          | 51° 36′ N, 92° 24′ O / 51.6°N,92.4°O | 35 km    |
| B          | 50° 12′ N, 91° 12′ O / 50.2°N,91.2°O | 43 km    |
| C          | 48° 30′ N, 91° 54′ O / 48.5°N,91.9°O | 60 km    |
| P          | 45° 00′ N, 94° 36′ O / 45.0°N,94.6°O | 34 km    |
| O          | 47° 12′ N, 97° 00′ O / 47.2°N,97.0°O | 30 km    |
| Z          | 52° 36′ N, 92° 48′ O / 52.6°N,92.8°O | 21 km    |